# Vilhelm Lemnius
Guilielmus (Willem) Lemnius (i Sverige kallad Vilhelm(us) Lemnius), född omkring 1530 i Zierikzee, död på 1573 i Stockholm troligen 29 oktober, var en nederländsk läkare.

## Biografi
Lemnius var son till den på sin tid berömde läkaren och naturforskaren Levinus Lemnius (född 1505 i Zierikzee, död där 1568), som författade bland annat det Erik XIV tillägnade arbetet De miraculis occultis naturæ libri IV (1564; 13:e upplagan 1666). 
Lemnius tog medicine doktorsgrad i Pisa och inkallades till Sverige av Erik XIV, vars livmedikus han blev. Han vann i hög grad kungens förtroende och beskylls för att genom ett sitt ogrundade vittnesmål ha bidragit till den skymfliga behandlingen av Nils Svantesson Sture 1567. Efter Eriks avsättning blev han Johan III:s livmedikus. Som sådan framkom han på dennes befallning med ett förslag till läkarkonstens reformering i Sverige. 
Bland hans skrifter kan nämnas Emot pestilentzie etc. (1572) och Om sjukdomars kurerande genom de i Sverige växande örter (otryckt).